# Ломжа
Ломжа (пољ. Łomża) град је у Пољској у Војводству подласком. По подацима из 2012. године број становника у месту је био 62 812.

## Становништво
| 1946.  | 1950.  | 1960.  | 1970.  | 1980.  | 2012.  |
| ------ | ------ | ------ | ------ | ------ | ------ |
| 13.772 | 14.839 | 19.875 | 25.800 | 40.813 | 62 812 |

## Партнерски градови
- Muscatine
- Iowa
- Талин